# Howard Estabrook
Howard Estabrook (Detroit, 11 luglio 1884 – Woodland Hills, 16 luglio 1978) è stato uno sceneggiatore, attore, regista e produttore cinematografico statunitense.
Ha ottenuto l'Oscar nel 1931 per I pionieri del West come migliore sceneggiatura non originale.

## Filmografia

### Sceneggiatore (parziale)
- The Port of Missing Girls, regia di Irving Cummings - soggetto e sceneggiatura (1928)
- Il signore della notte (Dressed to Kill), regia di Irving Cummings  (1928)
- Eliotropio (Forgotten Faces), regia di Victor Schertzinger    (1928)
- Il matricolino (Varsity), regia di Frank Tuttle (1928)
- L'idolo del sogno (The Shopworn Angel)  (1928)
- The Four Feathers, regia di Merian C. Cooper, Lothar Mendes, Ernest B. Schoedsack  (1929)
- Peggy va alla guerra (She Goes to War) (1929)
- The Virginian (1929)
- Behind the Make-Up (1930)
- Street of Chance (1930)
- Un tocco di scarlatto (Slightly Scarlet) (1930)
- I lupi di Chicago (Double Cross Roads), regia di George E. Middleton e Alfred L. Werker (1930)
- Gli angeli dell'inferno (Hell's Angels), regia di Howard Hughes e, non accreditati, Edmund Goulding e James Whale (1930)
- El hombre malo  (1930)
- Lopez, le bandit
- The Bad Man, regia di Clarence G. Badger (1930)
- Il mendicante di Bagdad (Kismet), regia di John Francis Dillon (1930)
- Kismet, regia di William Dieterle (1931)
- I pionieri del West (Cimarron), regia di Wesley Ruggles (1931)
- Woman Hungry

- I conquistatori (The Conquerors), regia di William A. Wellman (1932)

- Il grande pescatore

### Attore
- Officer 666, regia di Frank Powell (1914)
- M'Liss, regia di O.A.C. Lund (1915)
- La farfalla... la donna (The Butterfly), regia di O.A.C. Lund (1915)
- Four Feathers, regia di J. Searle Dawley (1915)
- The Closing Net, regia di Edward José (1915)
- The Master Smiles (1916)
- The Mysteries of Myra, regia di Leopold Wharton e Theodore Wharton (1916)

### Regista
- The Highway of Hope (1917)
- Giving Becky a Chance (1917)
- The Wild Girl (1917)
- Are These Our Children - non accreditato(1931)
- Heavenly Days (1944)

### Produttore
- The Price of a Party, regia di Charles Giblyn (1924)
- The Adventurous Sex, regia di Charles Giblyn - non accreditato (1925)
- North Star, regia di Paul Powell (1925)
- Un mondo che sorge (Wells Fargo), regia di Frank Lloyd - produttore associato (1937)

## Premi e candidature
- Premio Oscar
  - 1930 (novembre): Nomination - Migliore sceneggiatura non originale per Street of Chance
  - 1931: Vinto - Migliore sceneggiatura non originale per I pionieri del West